# Даяна Торасі
Даяна «Ді» Лурена Торасі (англ. Diana «Dee» Lurena Taurasi; нар. 11 червня 1982, Чино, штат Каліфорнія) — американська професійна баскетболістка, яка виступає за команду Жіночої національної баскетбольної асоціації «Фінікс Меркурі» і УГМК з Єкатеринбурга. Грає на позиції атакувального захисника. Шестиразова олімпійська чемпіонка (2004, 2008, 2012, 2016, 2020 та 2024 років) і триразова чемпіонка світу 2010, 2014 та 2018 років у складі національної збірної США.

## Дитинство
Даяна Торасі народилася в Чино (штат Каліфорнія). Її батько, Маріо, італієць за походженням, виріс в Аргентині, де познайомився з темпераментною аргентинкою Лілліан, мамою Ді. Маріо Торасі був професійним футболістом і кілька років грав на позиції воротаря. Після народження першої доньки Джесіки, старшої сестри Даяни, родина емігрувала до США, де і народилася майбутня зірка баскетболу. Ді має двох племінників.
Даяна обожнювала баскетбол з дитинства, але ніколи не перетворювала його на роботу. Ді грала в своє задоволення. На вулиці з друзями, з незнайомцями на пляжі, і так до темряви. Повернувшись додому продовжувала кидати м'яч об стіну, за що часто діставала від мами.
У дитинстві Торасі вболівала за Лос-Анджелес Лейкерс і мріяла грати як Меджик Джонсон. Також Даяна грала у футбол і завжди вболівала за національну команду Аргентини на Олімпійських Іграх і Чемпіонатах Світу.

## Старша школа
Ді вчилася і грала в старшій школі Дон Антоніо Луго, де 2000 року отримала премію Шеріл Міллер, а газета Лос-Анджелес Таймс назвала Торасі найкращою гравчинею Південної Каліфорнії. Також Даяна здобула премію Нейсміта і звання Гравчині року шкільної ліги на думку авторитетного видання Parade Magazine. Дайана Торасі увійшла до двадцятки найкращих гравчинь національної шкільної ліги і брала участь у Всеамериканській грі серед старшокласників WBCA, в якій завоювала титул MVP. Наприкінці кар'єри на рахунку Ді було 3 047 очок. Вона вивела свою школу Дон Луго з вічних аутсайдерів у лідери чемпіонату. Її хотіли завербувати найкращі університети Сполучених Штатів Америки.

## Коледж
Шкільні досягнення привели Торасі в Університет Коннектикуту, який славиться своїми спортивними досягненнями. Легендарний тренер Джино Орімма особисто запросив Даяну в команду Коннектикут Хаскіс (UConn). Він відвідав її родину і підніс пляшку вина «Торасі» з тих місць Італії, звідки був родом її батько. У складі жіночої баскетбольної команди Коннектикут Хаскіс Даяна дебютувала у регулярному чемпіонаті Національної Асоціації Студентського Спорту (NCAA) 2000—2001.
«Ді виявилася несхожою на інших новачок, які у Джино ходили по струнці. Коли на тренуваннях старші намагалися дати їй жару — вимотати, навмисне ускладнюючи кожен кидок, ткнути ліктем боляче, вона давала здачі і продовжувала робити, що хотіла. Їй усе було байдуже. На першому курсі вона кидала з-за дуги втричі частіше, ніж зі штрафної лінії.»
Торасі хотіла взяти 1-й номер, але тренер натякнув, що це занадто самовпевнено, і Ді вибрала 3-й. Відтоді майка з третім номером для багатьох уболівальників є заповітною.
Граючи переважно на позиції розігрувального, Торасі привела свою команду до трьох чемпіонських титулів NCAA поспіль (2002, 2003, 2004). Перед фінальним матчем 2004 року головний тренер Джино Орімма пояснив свою впевненість у перемозі так: «У нас є Даяна, а у вас її немає».
За час коледжу Ді здобула й багато особистих нагород, включаючи Приз Нейсміта найкращій гравчині року серед студенток (2003,2004), Приз імені Маргарет Вейд (2003) і звання Гравчині року на думку Ассошіейтед прес. Торасі здобула не лише національне визнання, але й статус баскетбольної легенди серед вболівальників Коннектикуту. Наприклад, сенатор штату, Томас Геффі висунув її кандидатуру на звання героя штату.
Її статистика в іграх за коледж: 15,0 очок, 4,3 підбирань і 4,5 результативних передач в середньому за гру. За чотири роки, які Ді провела в UConn, команда поступилася суперницям лише 8 разів.

## Кар'єра в ЖНБА
Після блискучої кар'єри у коледжі аутсайдер минулих сезонів команда «Фінікс Меркурі» обрала Даяну Торасі під 1-м номером на драфті ЖНБА 2004. Ді опинилася в незвичній для себе ситуації. В NCAA вона виступала за сильну команду і була її зіркою, тут же їй належало грати проти найсильніших гравців світу у складі однієї з найслабших команд ЖНБА на той момент. Через тренерське рішення іноді їй доводилося грати на позиції форварда, хоча це не відповідало її основній позиції атакувальної захисниці. Пізніше Джино Орімма, тренер жіночої національної збірної США скаже: «Торасі може грати на будь-якій позиції і зробить вас в два рахунки».
У своєму дебютному матчі Даяна набрала 26 очок і привела Фінікс до перемоги в грі з серйозними суперницями — командою Сієтла. За свій перший сезон в WNBA Ді набирала в середньому 17,0 очок, віддавала 3,9 передачі і робила 4,4 підбирання за гру. Хоч Фініксу і не вдалося вийти у плей-оф, Даяну Торасі назвали Новачкою року і вона взяла участь у Матчі всіх зірок.
2005 року Торасі набирала в середньому 16,0 очок, віддавала 4,5 передачі і робила 4,2 підбирання за гру, борючись з травмою щиколотки. Її обрали для участі у Матчі всіх зірок другий рік поспіль, але Меркурі знову не потрапив плей-оф.
Ще до початку сезону 2006 головним тренером «Фінікс Меркурі» став колишній тренер NBA — Пол Вестхед. Він привніс у гру команди швидкість і темп. Склад команди був укріплений новою гравчинею, другим номером драфту WNBA 2006 — Кеппі Пондекстер. Під керівництвом нового тренера Ді досягала все більших успіхів у грі, чим і заслужила участь у Матчі всіх зірок третій раз поспіль. У 2006 році Дайана Торасі встановила рекорд результативності за гру (47 очок), рекорд за кількістю очок за один сезон (741 протягом регулярного сезону WNBA 2006) і неперевершений досі рекорд результативності за регулярний сезон WNBA — 25,3 очка, 4,1 результативної передачі й 3,6 підбирання в середньому за гру. Попри це, Фініксу знову не вдалося вийти в плей-оф.
У 2007 році Торасі нарешті досягла плей-оф WNBA. У першому турі команда Меркурі обіграла «Сієтл Сторм», далі у важкій боротьбі вирвала перемогу у «Сан-Антоніо Старз» і вийшла у фінал WNBA. Майже на самій вершині Даяні довелося зіткнутися з найсильнішою командою, чемпіонками минулих років — «Детройт Шок». Торасі і Пондекстер привели Фінікс до першого Чемпіонського Титулу. Завдяки цій перемозі Ді стала сьомою гравчинею за всю історію, яка завоювала чемпіонський титул NCAA, WNBA і олімпійське золото. Крім Торасі це вдалося ще Рут Райлі, Шеріл Свупс, Сінтії Купер-Дайк, Свін Кеш, Карі Волтерс, Сью Берд і після Олімпійських ігор 2012 Майї Мур і Таміці Кетчінгс.
Від 2004 року Даяна Торасі грає за національну збірну США. За цей час вона стала шестиразовою олімпійською чемпіонкою (2004, 2008, 2012, 2016, 2020, 2024), триразовою чемпіонкою світу (2010, 2014, 2018) і бронзовою призеркою чемпіонату світу 2006 року.
2009 рік став найяскравішим за баскетбольну кар'єру Торасі. Вона стала найціннішою гравчинею (MVP) регулярного сезону, привела Фінікс до другого чемпіонства і була названа найціннішою гравчинею фіналу. Такий хет-трик вдавався лише двом баскетболісткам за всю історію WNBA — Даяні Торасі й Сінтії Купер-Дайк.
У 2011 році Ді усьоме потрапила в символічну «Першу команду WNBA» (п'ять найкращих гравчинь сезону), а також у топ-15 найкращих гравчинь за всю історію Жіночої національної баскетбольної асоціації.
2014 року Даяна Торасі провела неймовірний сезон: була обрана для участі у матчі всіх зірок WNBA, вийшла на друге місце в WNBA за кількістю набраних очок за кар'єру, привела Фінікс до третього чемпіонства, стала найрезультативнішою баскетболісткою фіналу за всю історію WNBA і отримала MVP фіналу WNBA 2014.

## Статистика

### Університет Коннектикуту
| Сезон   | Команда     | GP  | GS  | MPG  | FG%  | 3P%  | FT%  | RPG | APG | SPG | BPG | TO  | PPG  |
| ------- | ----------- | --- | --- | ---- | ---- | ---- | ---- | --- | --- | --- | --- | --- | ---- |
| 2000-01 | Коннектикут | 33  | 33  | 23.9 | .444 | .386 | .878 | 3.2 | 3.3 | 1.2 | 0.9 | 2.2 | 10.9 |
| 2001-02 | Коннектикут | 39  | 39  | 29.0 | .494 | .440 | .828 | 4.1 | 5.3 | 1.3 | 1.2 | 2.1 | 14.5 |
| 2002-03 | Коннектикут | 37  | 37  | 31.9 | .476 | .350 | .815 | 6.1 | 4.4 | 0.9 | 1.2 | 3.1 | 17.9 |
| 2003-04 | Коннектикут | 35  | 35  | 31.9 | .456 | .390 | .795 | 4.0 | 4.9 | 1.5 | 0.8 | 2.4 | 16.2 |
| Кар'єра |             | 144 | 144 | 29.3 | .469 | .392 | .819 | 4.4 | 4.5 | 1.2 | 1.0 | 2.5 | 15.0 |

### Регулярний сезон ЖНБА
| Сезон   | Команда | GP  | GS  | MPG  | FG%  | 3P%  | FT%  | RPG | APG | SPG | BPG | TO  | PPG  |
| ------- | ------- | --- | --- | ---- | ---- | ---- | ---- | --- | --- | --- | --- | --- | ---- |
| 2004    | Фінікс  | 34  | 34  | 33.2 | .416 | .330 | .760 | 4.4 | 3.9 | 1.3 | 0.7 | 2.7 | 17.0 |
| 2005    | Фінікс  | 33  | 33  | 33.0 | .410 | .313 | .801 | 4.2 | 4.5 | 1.2 | 0.8 | 3.4 | 16.0 |
| 2006    | Фінікс  | 34  | 34  | 33.9 | .452 | .397 | .781 | 3.6 | 4.1 | 1.2 | 0.8 | 2.3 | 25.3 |
| 2007    | Фінікс  | 32  | 32  | 32.0 | .440 | .367 | .835 | 4.2 | 4.3 | 1.4 | 1.1 | 2.6 | 19.2 |
| 2008    | Фінікс  | 34  | 34  | 31.9 | .446 | .360 | .870 | 5.1 | 3.6 | 1.4 | 1.4 | 2.4 | 24.1 |
| 2009    | Фінікс  | 31  | 31  | 31.5 | .461 | .407 | .894 | 5.7 | 3.5 | 1.2 | 1.4 | 2.7 | 20.4 |
| 2010    | Фінікс  | 31  | 31  | 32.2 | .427 | .374 | .912 | 4.3 | 4.7 | 1.2 | 0.6 | 3.6 | 22.6 |
| 2011    | Фінікс  | 32  | 32  | 30.2 | .449 | .395 | .903 | 3.2 | 3.6 | 0.8 | 0.6 | 3.0 | 21.6 |
| 2012    | Фінікс  | 8   | 8   | 20.8 | .436 | .395 | .900 | 1.6 | 2.3 | 0.5 | 0.5 | 1.8 | 14.0 |
| 2013    | Фінікс  | 32  | 32  | 32.3 | .456 | .347 | .854 | 4.2 | 6.2 | 0.7 | 0.5 | 3.6 | 20.3 |
| 2014    | Фінікс  | 33  | 33  | 32.3 | .454 | .365 | .874 | 3.8 | 5.6 | 0.7 | 0.3 | 2.6 | 16.2 |
| Кар'єра |         | 334 | 334 | 31.8 | .441 | .368 | .856 | 4.2 | 4.3 | 1.1 | 0.8 | 2.9 | 20.1 |

### Плей-оф ЖНБА
| Сезон   | Команда | GP | GS | MPG  | FG%  | 3P%  | FT%  | RPG | APG | SPG | BPG | TO  | PPG  |
| ------- | ------- | -- | -- | ---- | ---- | ---- | ---- | --- | --- | --- | --- | --- | ---- |
| 2007    | Фінікс  | 9  | 9  | 33.2 | .504 | .390 | .731 | 4.3 | 3.0 | 1.4 | 0.8 | 2.0 | 19.9 |
| 2009    | Фінікс  | 11 | 11 | 32.9 | .451 | .365 | .893 | 5.9 | 3.8 | 0.7 | 1.3 | 3.0 | 22.3 |
| 2010    | Фінікс  | 4  | 4  | 31.3 | .473 | .542 | .818 | 5.3 | 3.8 | 1.8 | 0.8 | 4.0 | 18.5 |
| 2011    | Фінікс  | 5  | 5  | 31.2 | .398 | .286 | .929 | 3.2 | 2.4 | 0.2 | 0.2 | 2.4 | 20.0 |
| 2013    | Фінікс  | 5  | 5  | 37.2 | .333 | .176 | .950 | 5.2 | 6.0 | 1.6 | 0.2 | 3.0 | 20.8 |
| 2014    | Фінікс  | 8  | 8  | 32.4 | .492 | .386 | .853 | 4.3 | 5.8 | 1.0 | 0.5 | 3.9 | 21.9 |
| Кар'єра |         | 42 | 42 | 33.0 | .448 | .361 | .877 | 4.8 | 4.1 | 1.1 | 0.7 | 3.0 | 20.9 |

### Євроліга
| Сезон   | Команда       | GP  | GS  | MPG  | FG%  | 3P%  | FT%  | RPG | APG | SPG | BPG | TO  | PPG  |
| ------- | ------------- | --- | --- | ---- | ---- | ---- | ---- | --- | --- | --- | --- | --- | ---- |
| 2005-06 | Динамо Москва | 9   | 9   | 28.4 | .400 | .419 | .625 | 4.1 | 2.2 | 0.9 | 0.3 | 1.9 | 11.4 |
| 2006-07 | Спарта&К      | 12  | 12  | 29.3 | .417 | .438 | .652 | 5.3 | 2.1 | 0.7 | 0.5 | 1.9 | 13.1 |
| 2007-08 | Спарта&К      | 14  | 14  | 30.6 | .485 | .481 | .872 | 4.9 | 4.4 | 1.3 | 0.6 | 2.4 | 16.8 |
| 2008-09 | Спарта&К      | 17  | 17  | 31.9 | .485 | .457 | .831 | 5.6 | 3.8 | 1.4 | 0.3 | 4.0 | 20.5 |
| 2009-10 | Спарта&К      | 16  | 16  | 30.3 | .496 | .446 | .853 | 5.7 | 3.8 | 1.6 | 0.3 | 2.7 | 24.9 |
| 2010-11 | Фенербахче    | 7   | 7   | 33.7 | .492 | .515 | .886 | 5.4 | 4.7 | 1.1 | 0.0 | 2.4 | 24.6 |
| 2011-12 | Галатасарай   | 18  | 18  | 30.4 | .451 | .440 | .900 | 4.4 | 3.1 | 0.9 | 0.2 | 2.9 | 20.9 |
| 2012-13 | УГМК          | 17  | 17  | 29.2 | .439 | .394 | .895 | 4.4 | 4.7 | 0.6 | 0.5 | 2.4 | 15.5 |
| 2013-14 | УГМК          | 14  | 14  | 29.5 | .500 | .481 | .789 | 3.3 | 5.0 | 0.8 | 0.1 | 2.4 | 15.0 |
| 2014-15 | УГМК          | 14  | 14  | 31.0 | .479 | .511 | .844 | 4.2 | 5.9 | 1.1 | 0.1 | 2.3 | 16.9 |
| 2015-16 | УГМК          | 19  | 19  | 32.1 | .461 | .432 | .905 | 5.0 | 4.2 | 0.9 | 0.2 | 2.6 | 20.9 |
| Кар'єра |               | 157 | 157 | 30.6 | .467 | .445 | .857 | 4.8 | 4.0 | 1.0 | 0.3 | 2.7 | 18.5 |

### Виступи на Олімпіадах
| Олімпіада   | Дисципліна | Місце |
| ----------- | ---------- | ----- |
| Афіни 2004  | баскетбол  | 1     |
| Пекін 2008  | баскетбол  | 1     |
| Лондон 2012 | баскетбол  | 1     |

## Особисте життя
Даяна Торасі є відкритою лесбійкою. 13 травня 2017 року одружилася з австралійською баскетболісткою Пенні Тейлор. 1 березня 2018 року у пари народилася перша дитина, коли Тейлор народила їхнього сина Лео Майкла Торасі-Тейлора 26 липня 2021 року було оголошено, що Тейлор вагітна другою дитиною, яка народилася в жовтні. 9 жовтня 2021 року Тейлор народила доньку Айлу Торасі-Тейлор.

## Досягнення
- Олімпійська чемпіонка 2004, 2008, 2012, 2016, 2020 та 2024 років
- Чемпіонка світу 2010, 2014 та 2018 років
- Бронзова призерка чемпіонату світу 2006 року
- Чемпіонка світу 2000 року серед гравців до 18 років
- Бронзова призерка чемпіонату світу 2001 року серед гравців до 19 років
- Чемпіонка Жіночої НБА: 2007, 2009, 2014
- Чемпіонка NCAA 2002, 2003 і 2004 років
- Срібна призерка Світової Ліги ФІБА 2007
- Чемпіонка жіночої Євроліги 2007, 2008, 2009, 2010, 2013
- Бронзова призерка Євроліги: 2014
- Чемпіонка Росії (5): 2007, 2008, 2013, 2014, 2015
- Срібна призерка чемпіонату Росії (2): 2009, 2010
- Бронзова призерка чемпіонату Росії (1): 2006
- Володарка Кубка Росії: 2013, 2014 (MVP фіналу)

Особисті
- Найцінніша гравчиня жіночої НБА 2009 року
- Найцінніша гравчиня фіналу жіночої НБА: 2009, 2014
- Новачка року ЖНБА 2004 року
- Учасниця Матчу всіх зірок ЖНБА: 2004, 2005, 2006, 2007, 2008, 2009, 2010, 2011, 2013, 2014
- Включена в Першу збірну всіх зірок ЖНБА: 2004, 2006, 2007, 2008, 2009, 2010, 2011, 2013, 2014
- Включена в Другу збірну всіх зірок жіночої НБА 2005 року
- Володарка призу імені Лілі Маргарет Вейд (2003)
- Володарка студентського призу імені Джеймса Нейсміта (2003 і 2004)
- Володарка призу імені Ненсі Ліберман (2003 і 2004)
- Найцінніша гравчиня жіночого чемпіонату NCAA (2003 і 2004)
- Володарка «Золотого кошика» як найкраща легіонерка Російської жіночої Суперліги (2007, 2008, 2009)